# Obereoides cicatricosus
Obereoides cicatricosus là một loài bọ cánh cứng trong họ Cerambycidae.